# NGC 1533

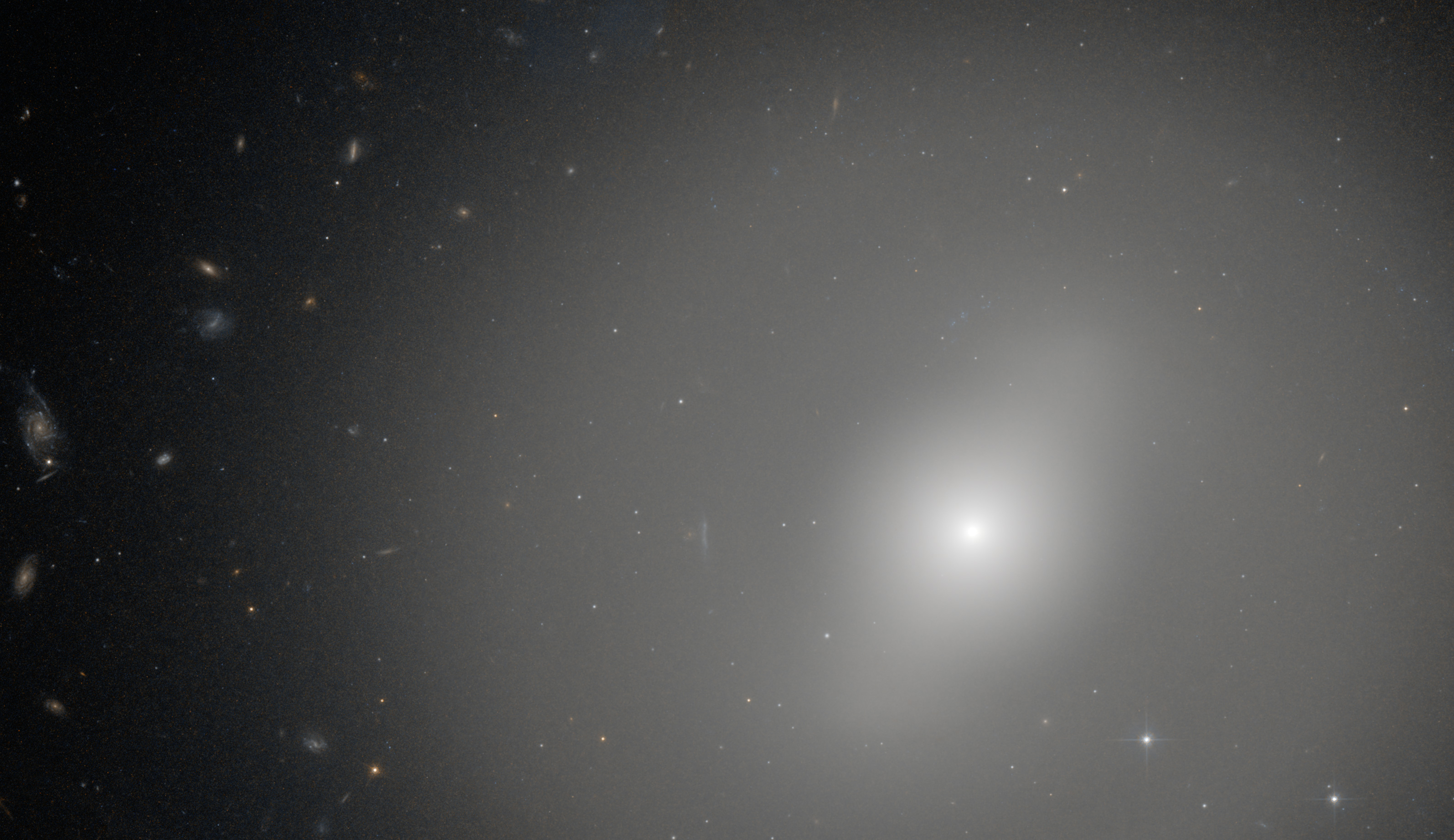
NGC 1533 par le télescope spatial Hubble.

NGC 1533 est une galaxie lenticulaire relativement rapprochée et située dans la constellation de la Dorade. NGC 1533 a été découverte par l'astronome britannique John Herschel en 1834.

## Caractéristiques
NGC 1533 est une galaxie LINER, c'est-à-dire une galaxie dont le noyau présente un spectre d'émission caractérisé par de larges raies d'atomes faiblement ionisés.

### Distance
Sa vitesse par rapport au fond diffus cosmologique est de 772 ± 5 km/s, ce qui correspond à une distance de Hubble de 11,4 ± 0,8 Mpc (∼37,2 millions d'al).
À ce jour, 11 mesures non basées sur le décalage vers le rouge (redshift) donnent une distance de 20,200 ± 4,229 Mpc (∼65,9 millions d'al), ce qui est à l'extérieur des valeurs de la distance de Hubble.

### Morphologie
NGC 1533 a été utilisée par Gérard de Vaucouleurs comme une galaxie de type morphologique (RL)SB00 dans son atlas des galaxies,.

## Groupe de NGC 1566 et groupe de la Dorade
Selon une étude publiée en 2005 par Kilborn et al., NGC 1533 fait partie du groupe de NGC 1566. Ce groupe comprend au moins 23 autres galaxies dont IC 2049, NGC 1536, NGC 1543, IC 2038, NGC 1546, IC 2058, IC 2032, NGC 1566, NGC 1596, NGC 1602, NGC 1515, NGC 1522, IC 2085, NGC 1549, NGC 1553, NGC 1574, NGC 1581, NGC 1617. Le groupe de NGC 1566 fait partie d'un groupe plus vaste, le groupe de la Dorade.